# Lysimachia heterogenea
Lysimachia heterogenea là một loài thực vật có hoa trong họ Anh thảo. Loài này được Klatt mô tả khoa học đầu tiên năm 1871.